# Tamburino sardo
Il tamburino sardo (1834 ? - Goito, 26 luglio 1848 ?) è un personaggio del Risorgimento italiano raccontato in forma romanzata da Edmondo De Amicis nel libro Cuore, e di cui, a tutt'oggi, non si conosce la reale identità, né se sia realmente esistito. La storia vuole che, durante la prima guerra d'indipendenza, un giovanissimo tamburino italiano venga incaricato di consegnare un cruciale messaggio al comando italiano. Durante l'impresa il ragazzo viene colpito dagli Austriaci e perde l'uso di una gamba.

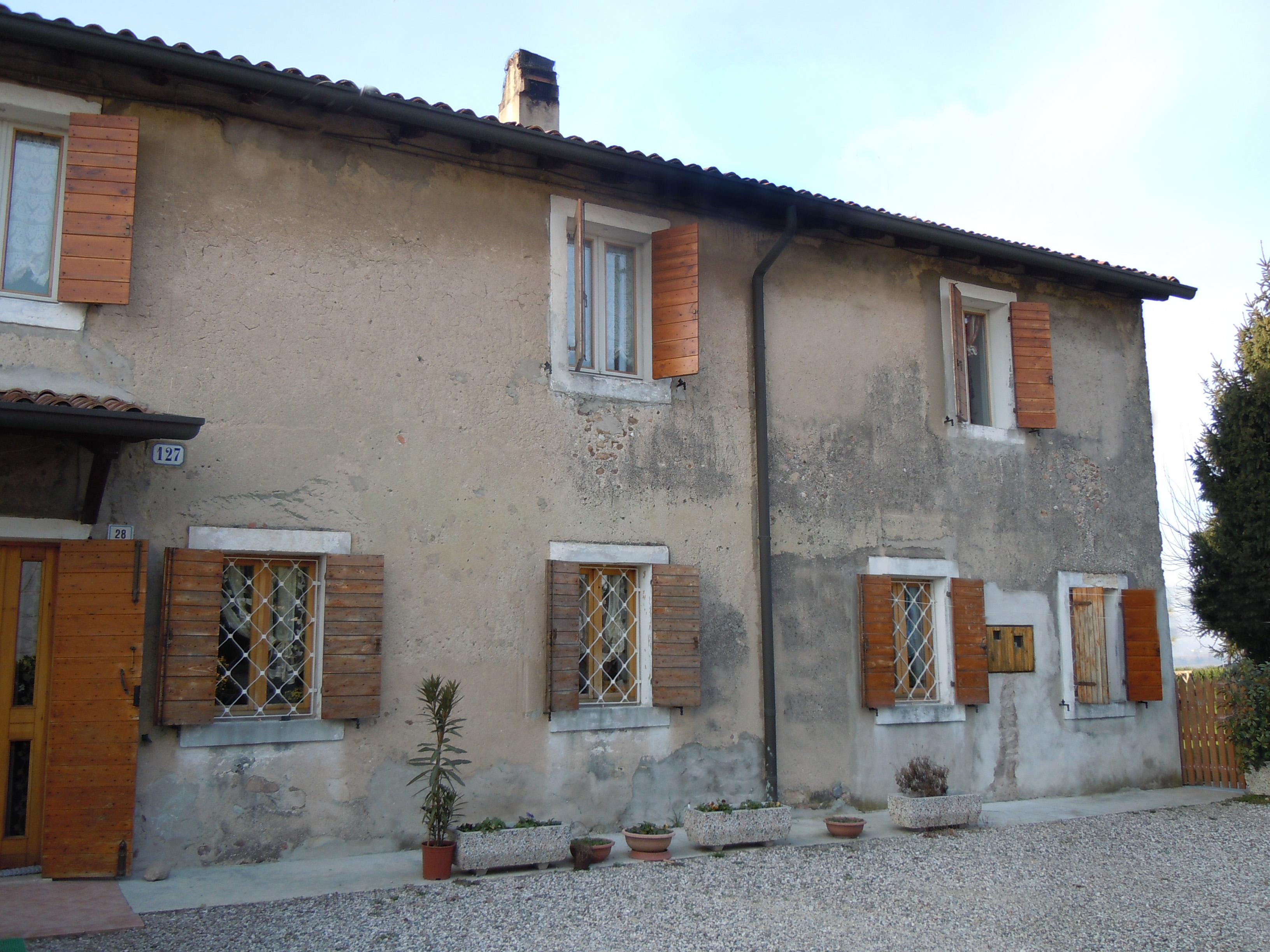
Custoza, la casa del Tamburino

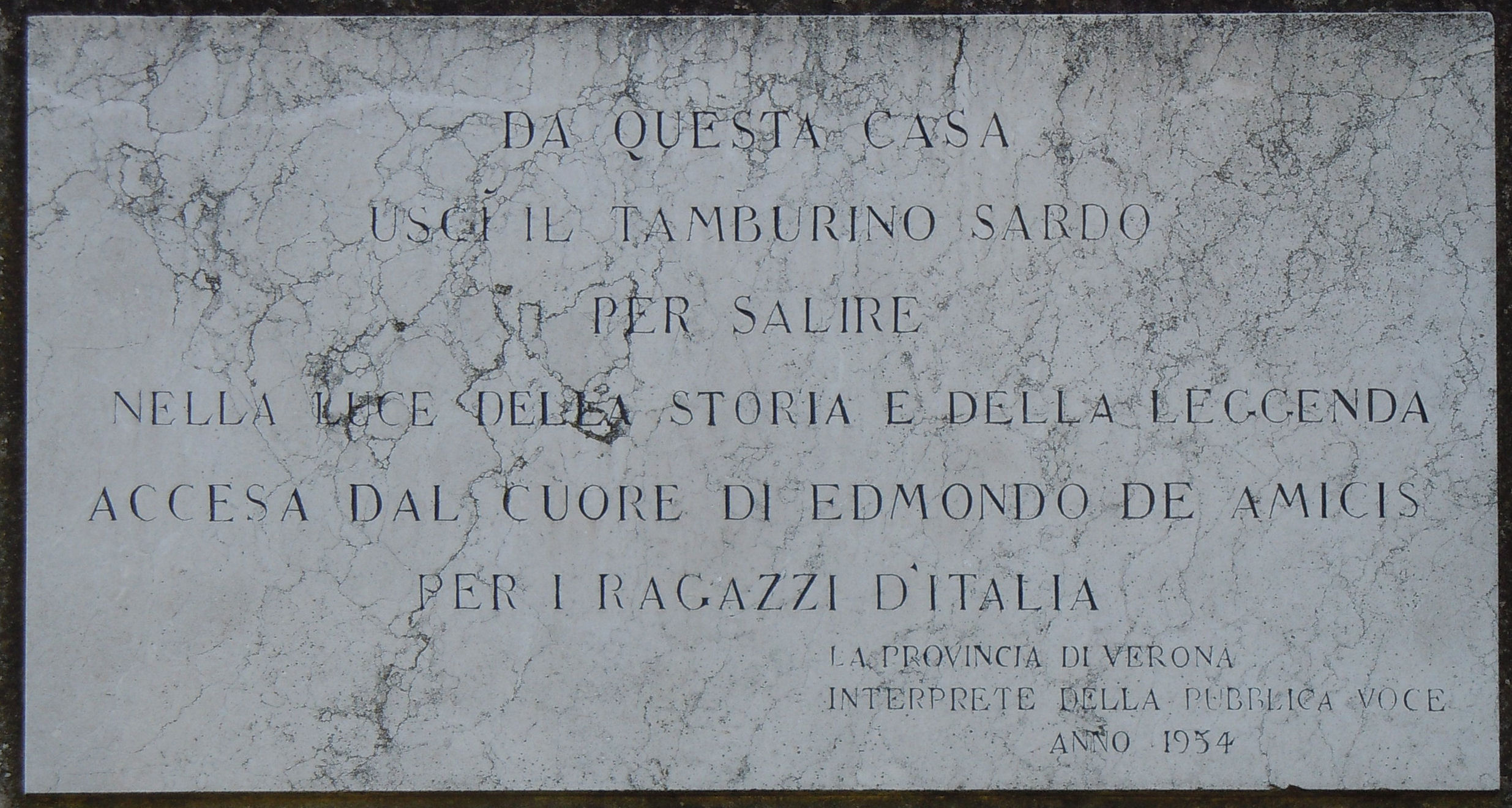
Custoza, lapide posta sulla casa

## Cinematografia
Esistono diverse versioni del celebre racconto narrato nel libro Cuore di De Amicis, e per ordine cronologico sono:
1. Il tamburino sardo - film (Italia, 1911), diretto da Umberto Paradisi.[2]
2. Il tamburino sardo - film (Italia, 1915), diretto da Vittorio Rossi Pianelli, con Luigi Petrungaro (il tamburino) e Telemaco Ruggeri.[3]
3. Il tamburino sardo - episodio del film Altri tempi - Zibaldone n. 1 (Italia, 1952), diretto da Alessandro Blasetti, con Enzo Cerusico (il tamburino) e Vittorio Vaser (il capitano).[4]
4. Il tamburino sardo - episodio del film Cuore (Italia, 1973), diretto da Romano Scavolini, con Renato Cestiè (il tamburino).
5. Il tamburino sardo - episodio della miniserie televisiva Cuore (Italia, 1984), diretta da Luigi Comencini, con Matteo Pellarin (il tamburino).[5] Comencini vi inserisce uno spezzone di film di Pianelli, che tra l'altro, è stato depositato presso la Cineteca Italiana proprio dal regista, ed ha sicuramente costituito una fonte d'ispirazione per il film televisivo di quest'ultimo.
6. Il tamburino sardo - episodio della miniserie televisiva Cuore (Italia, 2001), diretta da Maurizio Zaccaro, con Luca Bardella (Franti, il tamburino).[5]